# Jüdische Elementarschule (Berwangen)

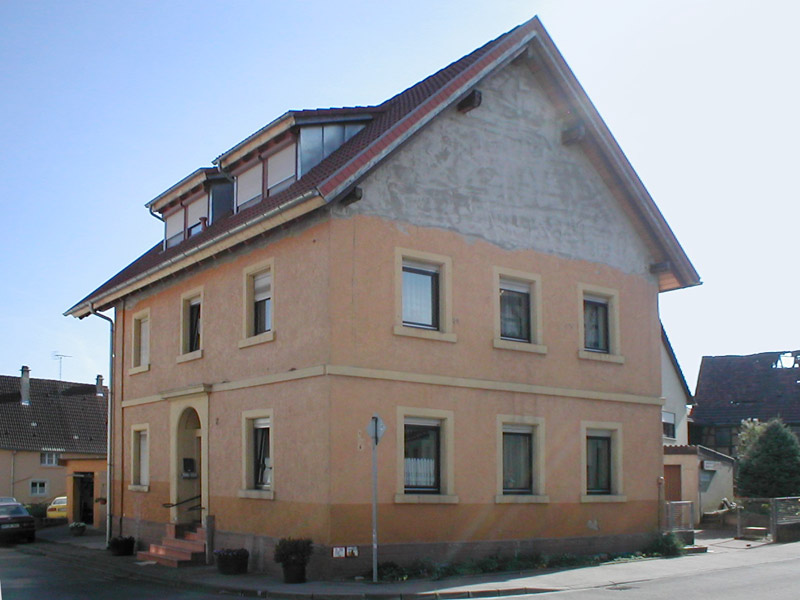
Ehemalige jüdische Schule an der Badersgasse, heute Wohnhaus

Die Jüdische Elementarschule in Berwangen, einem Ortsteil der Gemeinde Kirchardt im Landkreis Heilbronn im nördlichen Baden-Württemberg, war eine Elementarschule, die von der Jüdischen Gemeinde Berwangen unterhalten wurde. Das badische Judenedikt von 1809 gestattete den jüdischen Gemeinden eigene Schulen zu errichten, sofern sie die Kosten dafür übernahmen.
Die Schule befand sich an der Badersgasse neben der 1845 erbauten Synagoge.
Die jüdischen Elementarschulen wurden mit der Einführung der Simultanschulen im Großherzogtum Baden im Jahr 1876 aufgelöst. Die jüdische Schule in Berwangen wurde bis in die 1920er Jahre als Religionsschule weitergeführt.